# 食物网
食物网是指各個食物链之間的相互联系和相互交錯。一旦某物種的數量急劇下降，則會影響食物網。生态学家把所有的物種基本归入自养动物和异养动物。自养动物从无机物中产生有机物，这當中涉及的化学反应需要能量，而能量主要来自于太阳。异养生物通过进食自养生物和其他异养生物以获得有机物給養。